# James Macpherson
James Macpherson, (ur. 27 października 1736, zm. 17 lutego 1796) – szkocki poeta. Zasłynął przede wszystkim jako wydawca tzw. „pieśni Osjana”, rzekomo autorstwa średniowiecznego barda szkockiego, który to rękopis miał odkryć i przetłumaczyć na angielski.
Od samego początku były wątpliwości co do autentyczności pieśni, ostatecznie powołano specjalną komisję, która po kilku latach badania sprawy orzekła, że Macpherson nie znalazł żadnego rękopisu, a pieśni napisał sam na podstawie znanych mu fragmentów ludowych legend szkockich. Orzeczenie to nie wpłynęło jednak na popularność Pieśni Osjana, które mocno oddziaływały na romantyczną wyobraźnię i uczuciowość, np. dziewczynkom nadawano imię Malwina (główna bohaterka kobieca utworu).
Inne imiona, które zostały szerzej spopularyzowane przez tego poetę to Fiona, Selma i Oskar.